# 百萬噸級武藏
《百萬噸級武藏》是日本公司LEVEL-5製作的機器人动作角色扮演游戏，2021年11月11日發售，對應任天堂Switch和PlayStation 4主機。動畫版於2021年10月1日首播。2022年12月16日发售了《百万吨级武藏X》，对应任天堂Switch、PlayStation 4和PlayStation 5平台，游戏更改为有收费内容的免费下载游戏的模式。

## 電視動畫

### 主題曲
片頭曲
《MUSASH》（第一季OP 第1～13話）
主唱：虹色侍，作詞：日野晃博，作曲：西浦智仁、編曲：近藤嶺&オダクラユウ
片尾曲
《滅亡世界のバラッド》（第一季ED 第1～13話）
主唱：小林マナ，作詞：日野晃博，作曲：西浦智仁、編曲：近藤嶺&オダクラユウ